# Chang'e 5
Chang'e 5 (xinès tradicional: 嫦娥五號, xinès simplificat: 嫦娥五号, pinyin: Cháng'é wǔhào) fou una missió xinesa d'exploració lunar, que tingué el seu llançament el 24 de novembre del 2020. Igual que les seves predecessores i previstes successores, la nau espacial té el nom de la deessa lunar xinesa Chang'e. Prevista inicialment per al 2017, va ser posposada per al 2019 i, finalment, per al 2020. El mòdul arribà a la Lluna l'1 de desembre. Es tractava d'una missió de retorn de mostres, amb l'objectiu d'enviar a la Terra entre 2 i 4 quilograms de sòl lunar i de mostres de roca, la primera d'aquestes característiques des del Luna 24 el 1976. Les roques recollides serien molt més joves que les obtingudes anteriorment. El mòdul d'ascens es va enlairar des de la superfície de la Lluna el 4 de desembre amb, finalment, dos quilos de roques i terra. Va deixar-hi plantada una bandera del país, convertint-se en el segon país que ho aconseguia, 51 anys després que ho fessin els EUA. Aquest cop, la bandera era de «tela autèntica», segons van destacar fonts oficials.
L'estudi de les mostres retornades per la missió va demostrar com la Lluna és geològicament més jove del que s'havia pensat. Totes les mostres dels anys 60 i 70 analitzades fins al moment tenien uns 3.000 milions d'anys però Chang'e 5 va recollir-ne unes d'uns 2.000 milions d'anys.